# SATURDAY with smil starts HERE!! サタココ
『サタココ』は、くまもと県民テレビ (KKT) で毎週土曜日 9:25 - 10:25 （JST、祝日も含む）に放送されている情報番組である。タイトルロゴは『SATURDAY with smil starts HERE!!』（サタデー ウィズ スマイル スターツ ヒィア!!）。
2020年3月28日までは『サタデココ』（タイトルロゴは『Saturday ココSmile サタデココ』（サタデー ココスマイル サタデココ））という番組名であった。

## 概要
2011年4月2日から放送開始。熊本県内のグルメ情報を中心に、ファッション情報・スポーツ情報・トレンド情報・エンターテインメント情報など様々な情報を取り上げている。また、一時期は番組内で日本テレビ系列の企画ネット番組『めばえ』を放送していた事もある。2011年3月27日まで日曜午前に放送されていた『Happy Sunday ココSmile』の後継番組であるが、本番組にはスタジオ収録が無く、殆どが屋外での収録となっている。過去には前番組から引き続き出演している人物も何人かいたが、2020年4月現在は一部を除きほとんどが入れ替わっている。
2012年4月7日からは、本放送当日の深夜に再放送を行っている。放送時間は毎週土曜 26:10 - 27:05＝日曜 2:10 - 3:05 （2014年1月以降の放送時間）。
2020年4月4日放送分からは現在の番組名に変更し、放送時間も5分拡大され、司会者には熊本県出身で「おバカタレント」として全国的にも一躍有名になり「熊本県宣伝部長」も務めたことがある大物タレント・スザンヌを迎え、大幅にリニューアルした。リニューアル後も本放送当日の深夜に再放送を行っている。放送時間は毎週土曜 25:25 - 26:28＝日曜 1:25 - 2:25 （2020年4月以降の放送時間）。

## 現在の出演者
☆は前番組からの続投

### 司会
- スザンヌ
- もっこすファイヤー - コンビのうち片方ずつ交代で担当（隔週出演）

### レギュラー
- HKT48 チーム熊本
  - 田中伊桜莉
  - 森﨑冴彩
- 平井友莉（KKTアナウンサー）

### コーナーMC
- 熊本城おもてなし武将隊 - エンタメコーナー担当

### リポーター（不定期出演）
- ばってん城次
- 加納麻衣☆
- 西村赤音
- 今井怜菜
- 安村真奈
- 上尾たける
- 倉本彩（KKTアナウンサー）

### ナレーター
- 奥田圭☆
- 緒方仁深☆ - 稀にリポーターとして出演する事もある。

## 過去の出演者
- 上野聡行（KKTアナウンサー） - 初代男性司会者。2018年4月以降「てれビタ」MC就任に伴い、同年3月31日放送分をもって番組を卒業。
- 村上めぐみ☆ - 当初はリポーターとして不定期出演だったが、えみりィー降板に伴い2代目女性司会者に。上野と同じ理由で2018年3月31日放送分をもって番組を卒業。
- 畑中香保里（KKTアナウンサー）☆ - 番組開始当初あった企画「はたな観光ツアー」コーナーMCとして不定期出演していたが、のちに降板。その後も上野不在時などで代理司会者としても出演（主に「女子旅」企画時）。
- 西山一星 - リポーター。2014年3月末をもってタレント業引退とともに番組も降板。
- 広崎みさ☆ - リポーター。降板時期不明
- miena - リポーター。降板時期不明
- えみりィー☆ - 初代女性司会者。出産・育児のため一時番組を降板したが、のちにリポーターとして番組復帰するも再度降板（降板時期不明）。
- 清家康広（KKTアナウンサー） - 2018年4月7日放送分より上野に代わって2代目男性司会者を務めた。2019年10月7日以降「てれビタ」ニュース担当へ異動により同年10月5日放送分をもって番組を卒業。
- 丸井純子 - 2018年4月7日放送分より3代目女性司会者。以前はリポーターとして不定期出演していた。2020年4月からの番組リニューアルに伴い同年3月28日放送分をもって番組を卒業。
- 芥川実鈴 - 2018年1月より新人リポーターとして不定期出演後、同年4月7日放送分より丸井と共に司会者に。2020年2月より諸事情によって休んだ末に降板。
- 幸栄 - リポーター。降板時期不明。
- スマイリー原島 - 音楽コーナー担当。2020年4月からのリニューアルにより降板。
- 服部さやか - リポーター。2021年3月頃に降板
- 塩見あり紗 - リポーター。2021年3月頃に降板
- 米村律紅 - リポーター。降板時期不明。
- 田中美久（HKT48 チーム熊本） - 「よかもんめっけ隊」のコーナーに出演。2023年12月29日のHKT48卒業に伴い同月23日放送分をもって番組も卒業。
- 上山音（KKTアナウンサー) - 2024年5月いっぱいでKKTを退社と共に番組卒業。

## コーナー
- メイン企画
  - のりのり校区さんぽ（のりを担当日） - 熊本県内の小中学校をスタート地点とし、校区内を散策しながら注目すべきお店・食処などを紹介する「ど・ローカル情報」。
  - イマココ（拓担当日） - サタココ的熊本の楽しみ方、グルメ、レジャー情報や旬な話題を案内。
  - くまもとグルメ数珠つなぎ（拓担当日） - 熊本県内の飲食店応援企画。店主がお勧めする店を数珠つなぎで紹介。
- サブ企画 
  - メイン企画の中間に設けられているコーナー。リポーターメンバーが交代で担当し、熊本県内各地の観光スポット・温泉・食処・ショッピング情報や生活情報などをメインに、取材内容によってはリポーターが経験した職場体験や、その他不定期で熊本県外のレジャー情報やショッピング情報・観光情報なども取り上げる。放送日・出演者によって独自のサブタイトルが設けられている。
- エンタメSHOW
  - 今話題の音楽や映画を紹介するコーナー。その中でもっとも注目されているライブやイベント、映画上映が熊本県内でおこなわれる前においては、監督やアーティストをスタジオに招きインタビューする事もある。
- PICK UP